# The Suicide Club (film 1914)
The Suicide Club è un film muto del 1914 diretto da Maurice Elvey. Protagonista della storia è il principe Florizel, interpretato da Montagu Love, un attore di teatro qui al suo debutto sullo schermo. Love, in seguito, avrebbe proseguito la sua carriera negli Stati Uniti, diventando un apprezzato caratterista.
Il soggetto è tratto dal racconto omonimo di Robert Louis Stevenson che era già stato portato sullo schermo in una precedente versione del 1909 da David W. Griffith.

## Produzione
Il film fu prodotto dalla British & Colonial Kinematograph Company.

## Distribuzione
Distribuito dalla Renters, uscì nelle sale cinematografiche britanniche nel luglio 1914; negli Stati Uniti, nell'agosto del 1914, distribuito dall'Apex Film Corp. In Portogallo, uscì il 17 agosto 1921 con il titolo O Clube dos Suicidas.